# Медиа
Ме́диа (англ. media, от лат. medium 'посредник') — обширное понятие, включающее в себя средства коммуникации, способы передачи информации, а также образовываемую ими среду (медиапространство).

## Определение
Media — ключевой термин Торонтской школы теории коммуникаций. Это форма множественного числа, образованная от латинского medium, переводимое как «средний» или «посредник». 
В настоящее время средства коммуникации — обширное понятие, которое включает в себя всю совокупность технологических средств и приёмов коммуникации, служащих для передачи конкретному потребителю информационного сообщения в том или ином виде: текст, музыка, изображение.
Что касается внедрённого в русский язык термина «медиа» — а для этого понадобились соответствующие финансовые средства и политическое влияние — о чём говорит появление в российских университетах кафедр, в названии которых фигурирует это слово, — то он чаще является частью таких новообразований, как медиатекст, массмедиа, медиапространство, медиакомпетентность, медиаданные, медиасообщение, медиазависимость, новые медиа, альтернативные медиа, социальные медиа и так далее. Вследствие своей изначальной непрояснённости они создают для людей, пользующихся ими, трудности понимания предметов, о которых при этом идёт речь.
Неудивительно, что люди, плохо знающие английский язык и слабо разбирающиеся в коммуникационной проблематике, часто слово «медиа» некритически объединяют в единое целое с такими понятиями, как средства массовой информации, телекоммуникации и прочее.
Это видно уже, например, из таких рассуждений:
1. Понятие медиа намного шире каждого из таких терминов или их совокупности. Медиа включает в себя предметы, которые в обычном понимании совершенно не относятся к средствам связи. Одежда, архитектура или колесо также могут быть причислены к медиа.
2. Влияние медиа на передаваемое ими сообщение существенно и не менее важно, чем само сообщение. СМИ же рассматривают исключительно как инструмент или канал коммуникации, не влияющий на смысл передаваемого сообщения.

## Проблематика
В качестве проблематики теории медиа можно привести цитату Маршалла Маклюэна (сотрудник Торонтского университета) из его интервью.

Подход к изучению окружающего мира должен быть достаточно гибким и адаптивным, чтобы он мог объять саму матрицу окружающего мира, которая находится в постоянном движении. Я считаю себя учёным-универсалом, а не узким специалистом, который вцепился в крохотный клочок науки, объявил его своим интеллектуальным угодьем и не видит ничего другого вокруг. Моя работа, по сути — глубокий анализ — обычная практика для большинства современных дисциплин от психиатрии до металлургии и структурного анализа. Эффективное изучение средств массовой коммуникации занимается не только содержанием, но и самими средствами, а также культурным контекстом, в котором эти средства оперируют. Чтобы обнаружить принципы действия и главные силовые линии какого-либо феномена, необходимо наблюдать его со стороны. В моих исследованиях нет ничего радикального или сенсационного, просто почему-то до меня никому не приходило в голову этим заняться. За последние 3500 лет существования западной цивилизации влияние средств массовой информации — будь то речь, письмо, печать, фотография, радиовещание или телевидение, — систематически недооценивалось исследователями социума. Даже в наше время электронной революции учёные не проявляют намерения к пересмотрению этой по-страусиному невежественной точки зрения.

Подход М. Маклюэна, до сих пор с трудом пробивающий себе дорогу, он сам выразил ставшим знаменитым высказыванием «The medium is the message», что можно перевести как «средство коммуникации есть сообщение».

## История
В числе основоположников развития концепции «медиа» (артефактов как средств коммуникации) выделяют сотрудников Торонтского университета Гарольда Инниса и Маршалла Маклюэна. Последний уделял большое внимание изучению культурологических, психологических и физиологических результатов воздействия средств коммуникации, в то время как Иннис занимался его социально-экономическими, культурными и материальными последствиями.
Предметное окружение человека и создаваемое им пространство исследуется в качестве средств коммуникации, по крайней мере, с 1960-х годов (отметим работы Маршалла Маклюэна и других представителей экологии средств коммуникации). В этой связи обычно речь идёт об электронно-инфокоммуникационном пространстве.
Видным исследователем данного подхода является Нил Постман. В своей работе «Развлекаясь до смерти» автор рассматривает всё возрастающее «развлекательное» влияние, которое медиа оказывают на транслируемую информацию. Автор делает выводы, что медиа ставят на первое место удовлетворение потребности в досуге и развлечениях, отодвигая качество информации на задний план. Согласно книге, образ человека или предмета в медиа не менее значим, чем сама реальность. По его словам, из-за развития технологий на данном этапе даже избиратели уделяют большее внимание образу политика, а не его фактической деятельности.
В рамках системно-деятельного подхода «медиапространство» понимается как продукт двух сред — культурной и социальной, выполняя свою роль как в обеспечении равновесия и внутреннего гомеостазиса системы, так и в её преодолении.
Все авторы придавали большое значение воздействию артефактов как средств коммуникации. Они воспринимали его как фактор, формирующий у человека представления об окружающем мире и о самом себе. С изменением доминирующего типа коммуникации общество в целом меняется коренным образом. Поворотными моментами в истории развития средств коммуникации стали создание печатного станка (европейского способа книгопечатания) И. Гутенбергом и электрического телеграфа, положившего начало электронным средствам связи.

## Критика
Нил Постман отмечал, что высокий авторитет М. Маклюэна препятствует критике его идей и оказывает серьёзное влияние на то, как эти идеи воспринимаются в обществе. По его мнению, «Законы медиа: новая наука» («Laws of Media: The New Science») стала лучшей книгой М. Маклюэна, так как в ней достаточно чётко прописана доказательная база.
Среди критиков М. Маклюэна были Д. Кэрри, С. Финкельстайн, Д. Миллер, они упрекали автора за склонность к техническому детерминизму и повторение чужих идей.
Работы предшественников Маршалла Маклюэна, в частности Гарольда Инниса, были хорошо восприняты критиками. Но, хотя их вклад был высоко оценён, сами идеи не получили столь же широкого распространения.